# 阿賀野市

阿賀野市における平成の大合併の地図。

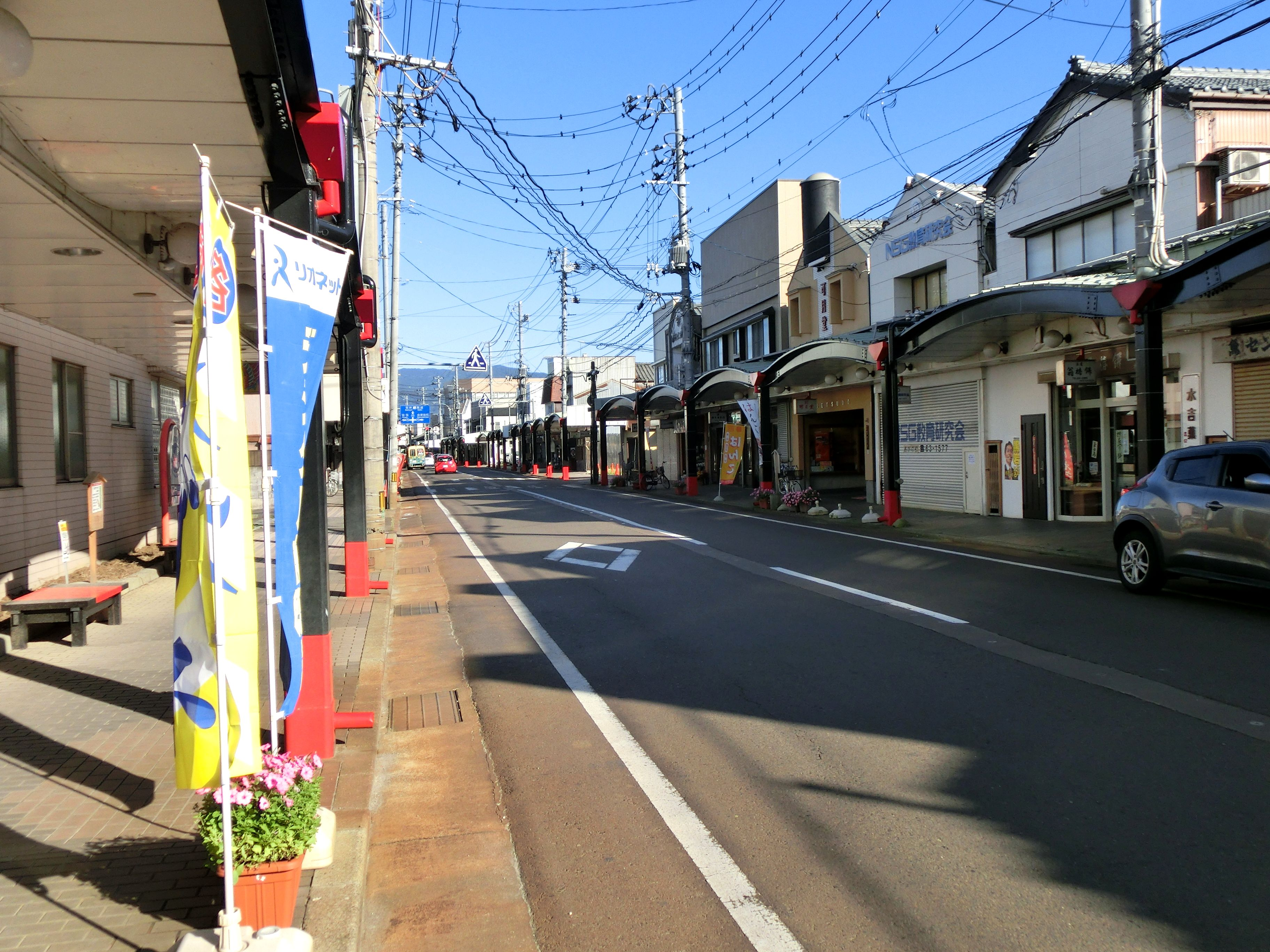
水原市街

阿賀野市（あがのし）は、新潟県下越地方に位置する市。新潟広域都市圏（新潟都市圏）の構成市町村である。新潟市への通勤率は26.8%（平成22年国勢調査）。
2004年4月1日に北蒲原郡安田町、水原町、京ヶ瀬村、笹神村の4町村が合併して市制施行された市で、阿賀野川流域にあることからこの名前となった。旧水原町域の市街地は人口集中地区となっており、市役所もこの市街地にある。
瓢湖（「白鳥の湖」で知られる。）や五頭山、五頭温泉郷といった観光地を有する。

## 地理

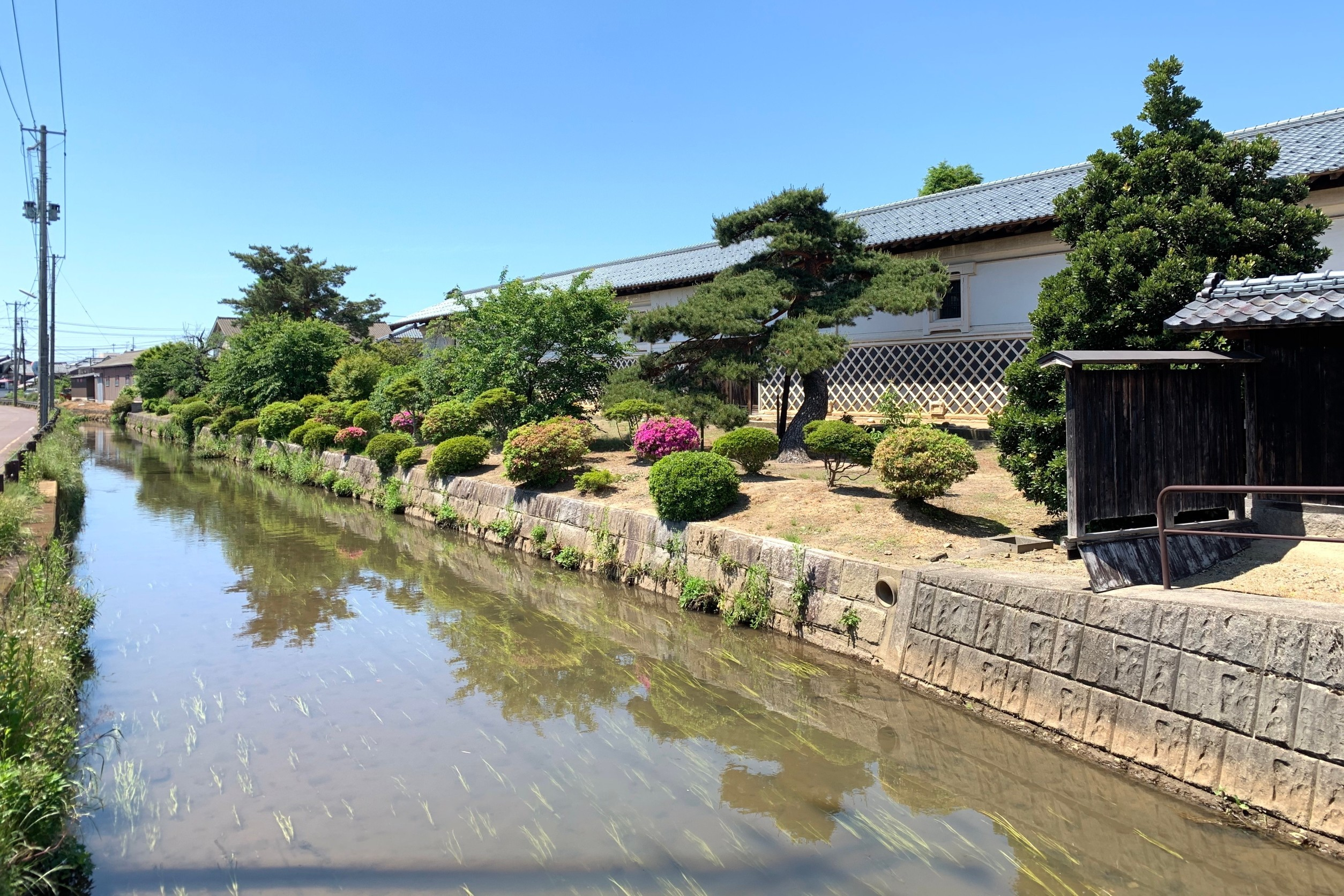
水原市街を流れる駒林川（2020年5月）

阿賀野川右岸（阿賀北地域）に位置する。市域の西部は平地(越後平野)で、水田が広がっている。一方、市域の東部は山地であり、月岡断層帯が北北東-南南西に走る。
- 河川：阿賀野川、安野川[4]
- 山：五頭山

### 気候
旧安田町では「ダシの風」と呼ばれる東南東の局地風が春から夏にかけて発生しやすい。なお、同様の風は県内他地区の河川沿いにも見られる。

### 隣接する自治体・行政区
- 新潟市（北区・江南区・秋葉区）
- 新発田市
- 五泉市
- 東蒲原郡阿賀町

## 歴史
水原には明治初頭に越後府→水原県が置かれ、近隣の行政の中心地となっていた。
現在の市域は古くから北蒲南部郷と呼ばれある程度の纏まりがあったが、昭和の大合併では単一の自治体として成立することがかなわなかった。
- 2004年（平成16年）4月1日 - 安田町・水原町・京ヶ瀬村・笹神村の4町村の合併により発足（合併以前の歴史は各町村の項目を参照）。
- 2004年（平成16年）11月1日 - 市章を制定する[7][8][1]。
- 2006年（平成18年）11月24日 - 一般国道49号安田バイパスが全線開通[9]。
- 2007年（平成19年）4月1日 - 市花・市木・市鳥を制定する[1][10]。
- 2022年（令和4年）12月4日 - 一般国道49号水原バイパスの百津 - 下黒瀬間が部分開通[11]。
- 2025年（令和7年）6月8日 - 一般国道49号水原バイパスが全線開通[12]。

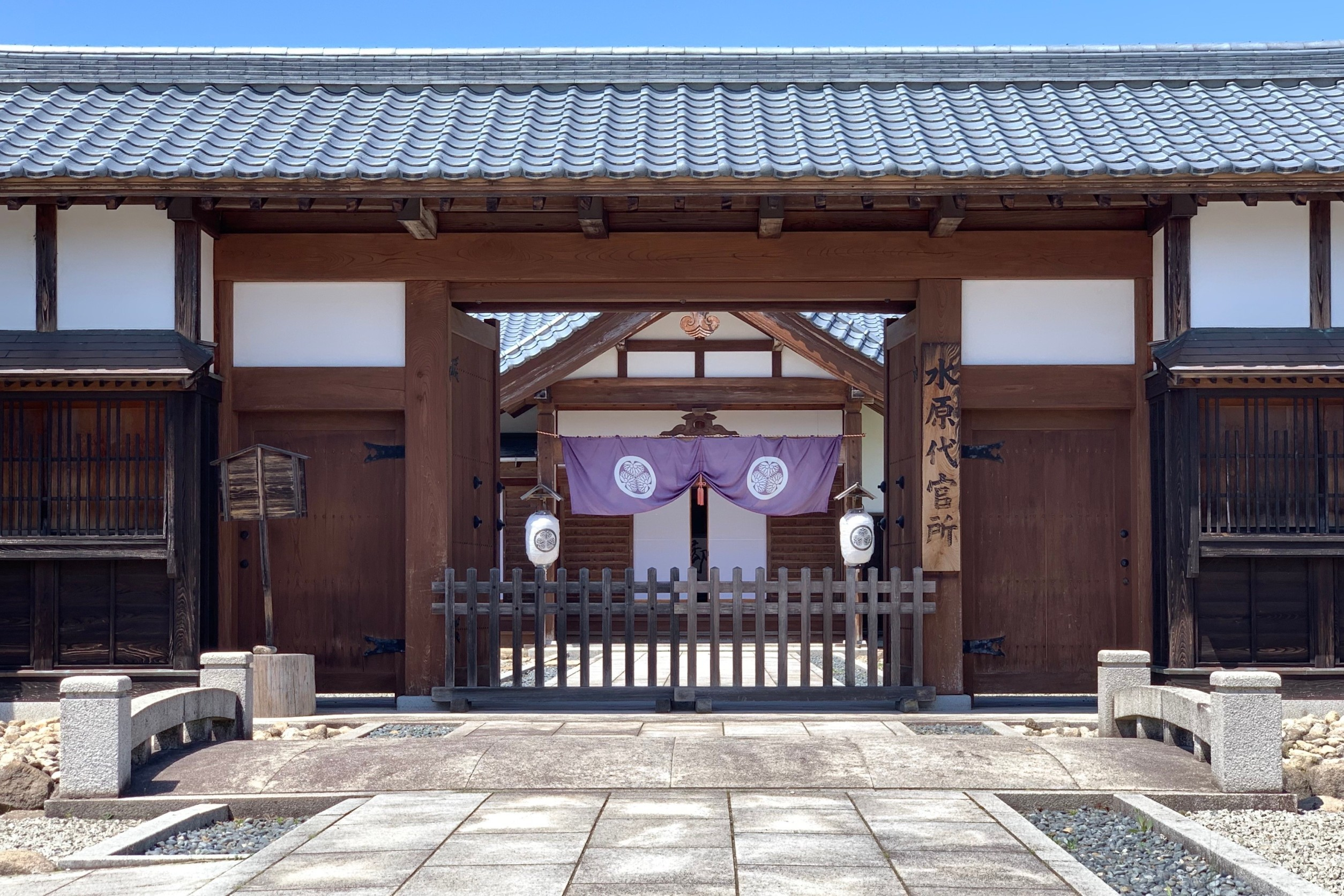
水原代官所
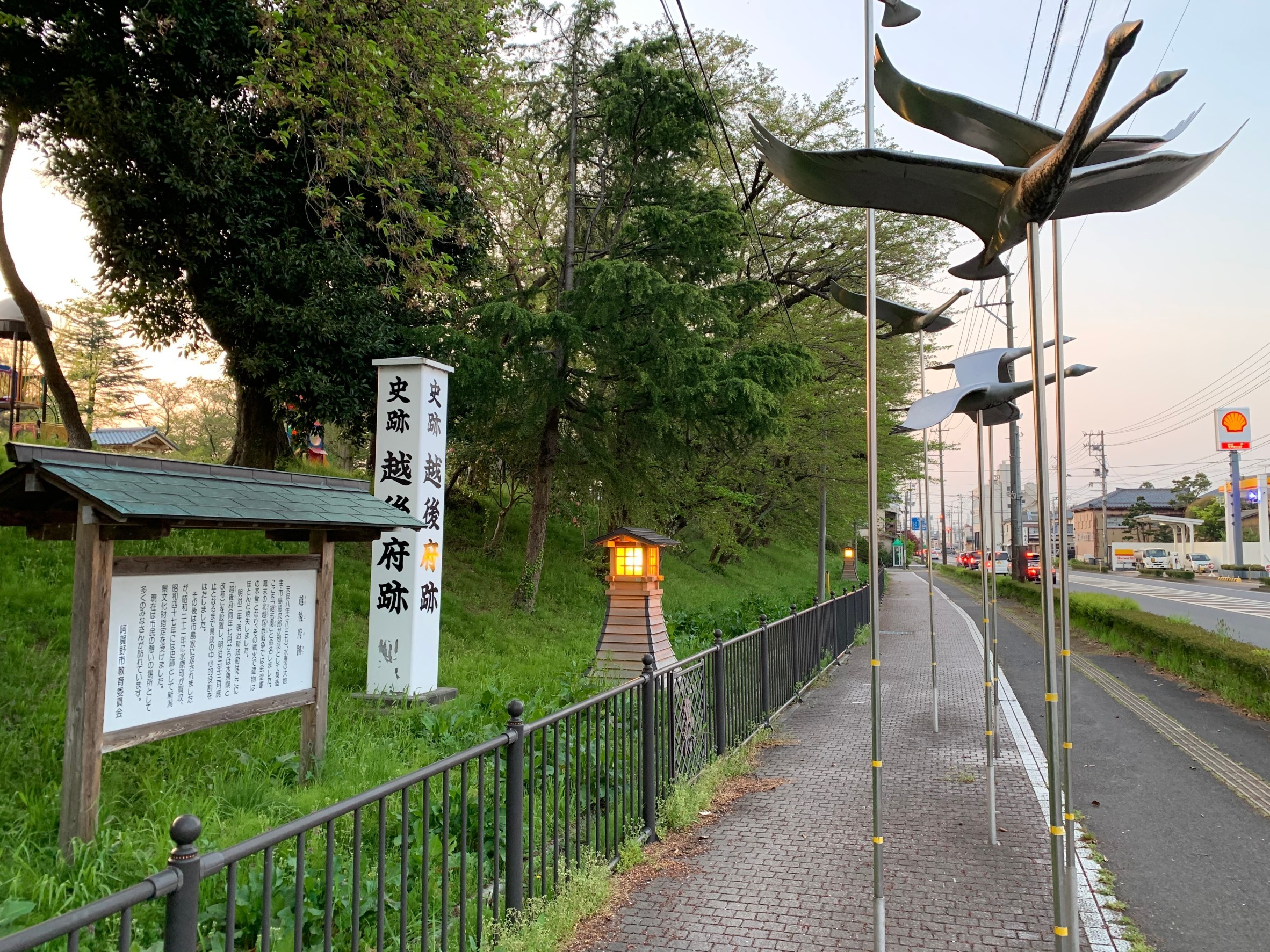
天朝山公園（越後府跡）

## 行政
- 市長：加藤博幸（2024年4月25日就任、1期目）

### 歴代市長
| 代    | 氏名     | 就任日        | 退任日        | 備考         |
| ----- | -------- | ------------- | ------------- | ------------ |
| 初代  | 本田富雄 | 2004年4月25日 | 2008年4月24日 | 旧・安田町長 |
| 2代   | 天野市栄 | 2008年4月25日 | 2012年4月24日 |              |
| 3-5代 | 田中清善 | 2012年4月25日 | 2024年4月24日 |              |
| 6代   | 加藤博幸 | 2024年4月25日 | 現職          |              |

### 紋章

紋章

- 阿賀野の「ア」を図案化・阿賀野川を象徴したものを2004年11月1日に制定された[7][8][1]。

### 支所
- 安田支所
- 京ヶ瀬支所
- 笹神支所

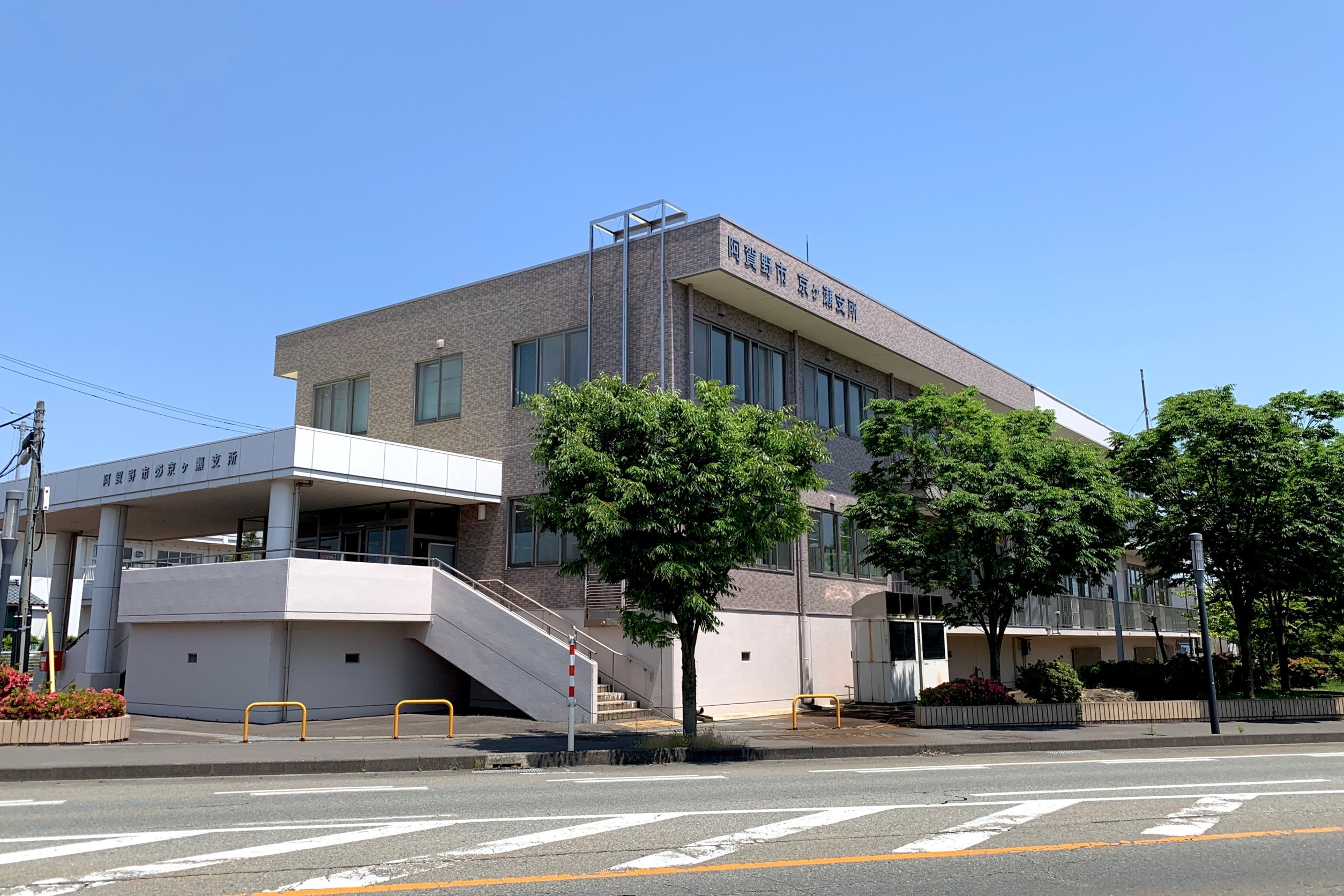
京ヶ瀬支所（旧京ヶ瀬村役場）
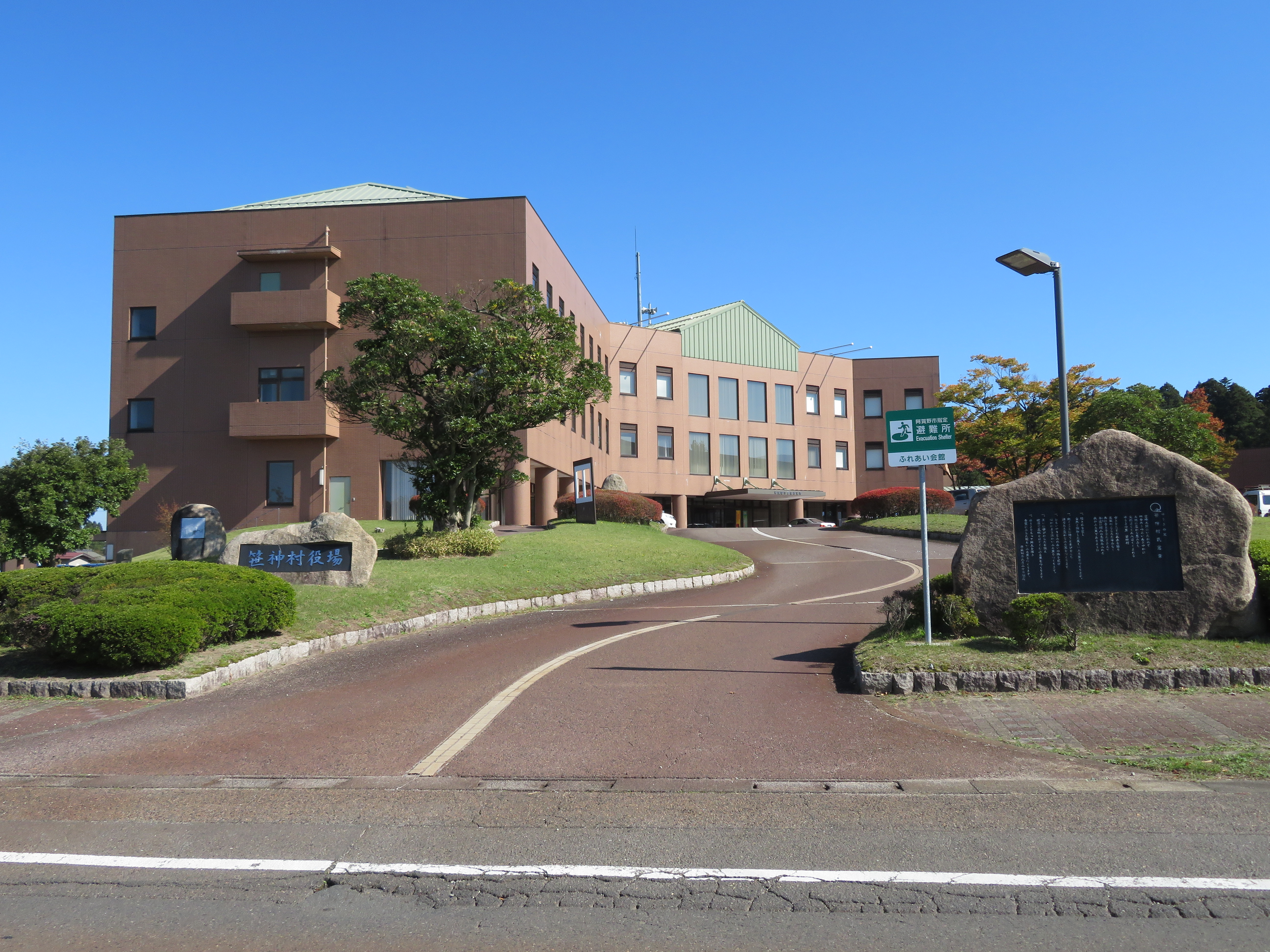
笹神支所（旧笹神村役場）

### 新潟市への編入合併案
北蒲原4町村には当初、新潟市への編入合併案があった

## 教育

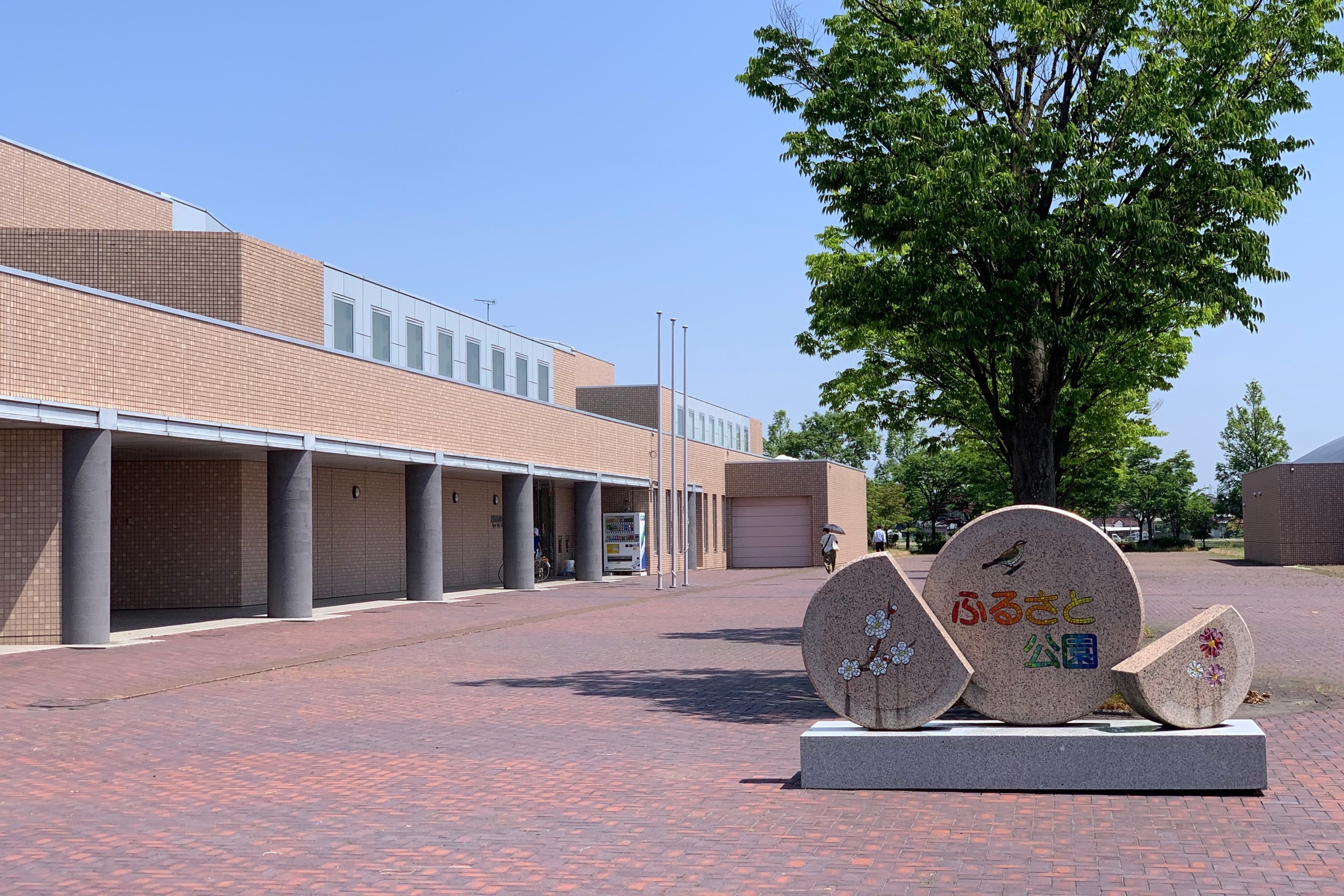
阿賀野市立図書館（2020年6月）

高等学校
- 新潟県立阿賀野高等学校

中学校
- 阿賀野市立水原中学校
- 阿賀野市立京ヶ瀬中学校
- 阿賀野市立笹神中学校
- 阿賀野市立安田中学校

小学校
- 阿賀野市立水原小学校
- 阿賀野市立安野小学校
- 阿賀野市立堀越小学校

- 阿賀野市立京ヶ瀬小学校
- 阿賀野市立分田小学校
- 阿賀野市立笹岡小学校

- 阿賀野市立神山小学校
- 阿賀野市立安田小学校

特別支援学校
- 新潟県立駒林特別支援学校

## 経済

### 産業

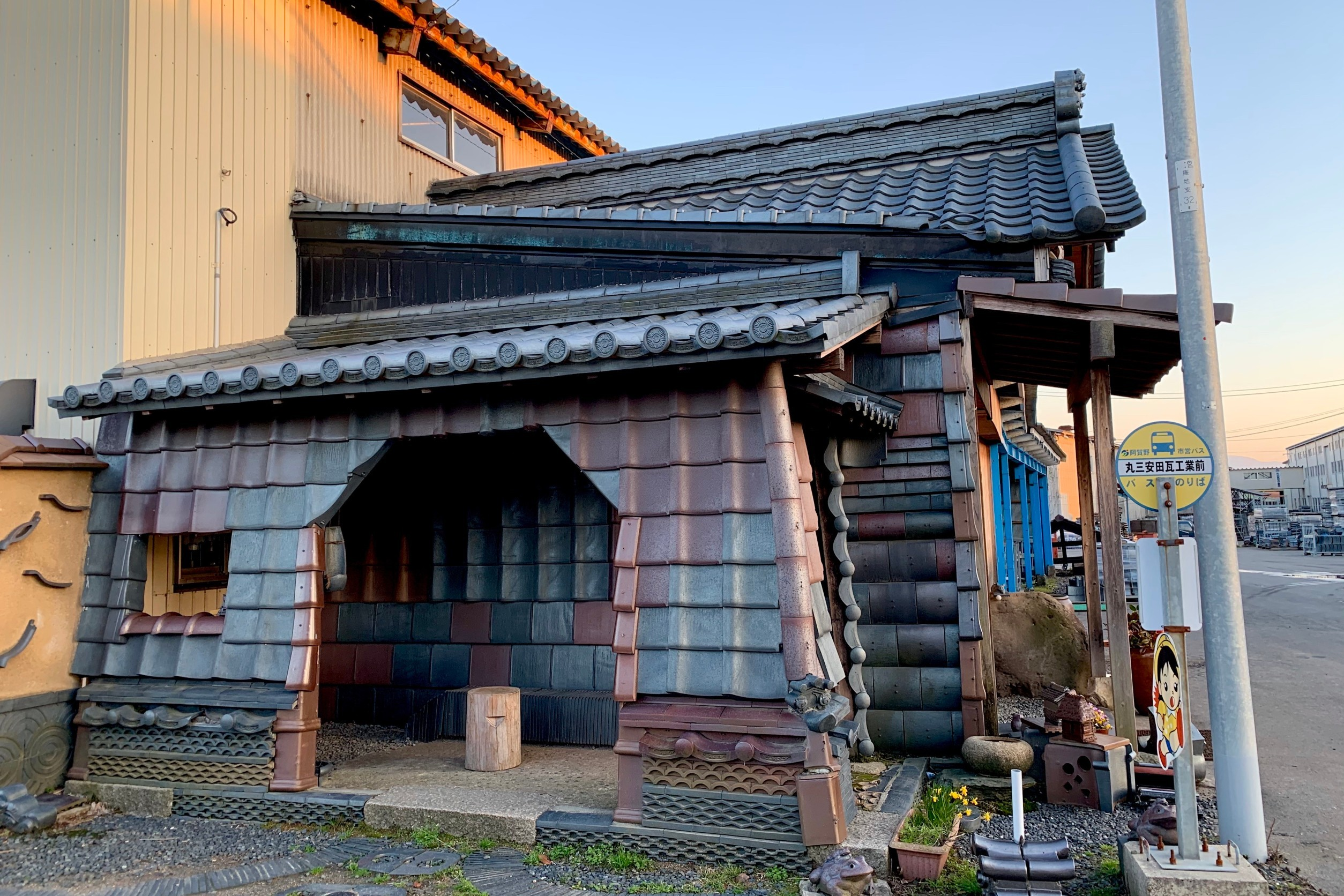
「やすだ瓦ロード」にある安田瓦でできた市営バス待合所（丸三安田瓦工業敷地内。2020年4月）

旧安田町で江戸時代より続く安田瓦のほか、庵地焼など焼き物の製造が盛ん。また、新潟県における酪農発祥の地であり、ヤスダヨーグルトなど現在でも生産が盛んである。
市内には新潟県東部産業団地、阿賀野市営西部工業団地、京ヶ瀬工業団地などの工業団地が所在するほか、各地に工場が立地する。京ヶ瀬地区にはINPEXの南阿賀油田の石油プラントがある。また、市では2010年（平成22年）2月にバイオマスタウン構想を策定している。
- 立川ブラインド工業新潟工場
- 亀田製菓水原工場

2010年代以降は大規模太陽光発電所（メガソーラー）の参入が相次いでおり、丘陵地帯の林地が発電所用地へと転換されている。
- 新潟東部太陽光発電所（新潟県企業局、2011年10月稼働開始）
- 阿賀野ソーラーパーク（東京産業、2021年10月稼働開始）[16]
- 大日メガソーラー発電所（阿賀野メガソーラー合同会社、2021年11月稼働開始）[16]
- 大室メガソーラー発電所（同上）[16]
- 阿賀野市山寺太陽光発電所（スイスEtrion→リニューアブル・ジャパン、2021年12月稼働開始）[16][17]

### 商業

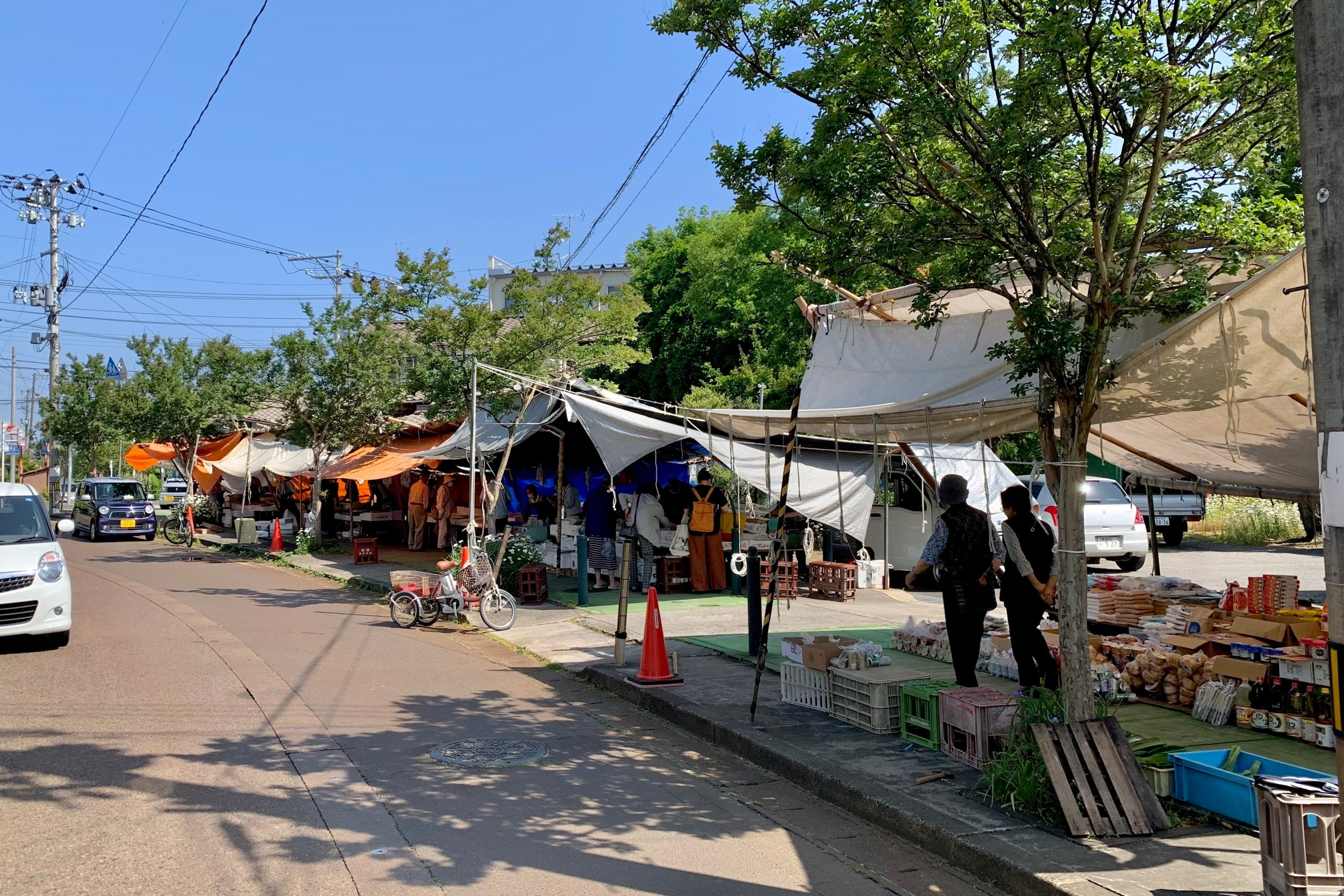
4・8のつく日に天朝山公園西沿道で開催される水原露店市場（水原六斎市）（2020年6月）

水原では4・8のつく日に、保田では5・9のつく日に六斎市（朝市）が開催される。

### 郵便
- 阿賀野郵便局
- 京ヶ瀬郵便局
- 堀越郵便局
- 笹神郵便局

- 分田郵便局
- 安田郵便局
- 村杉温泉郵便局
- 神山簡易郵便局

- 駒林簡易郵便局
- 小河原簡易郵便局

### 金融
- 大光銀行2支店
- 第四北越銀行2支店
- はばたき信用組合2支店

## 人口
| |                                          |  |
| 阿賀野市と全国の年齢別人口分布（2005年） | 阿賀野市の年齢・男女別人口分布（2005年） |  |
| ■紫色 ― 阿賀野市 ■緑色 ― 日本全国 | ■青色 ― 男性 ■赤色 ― 女性                |  |
| 阿賀野市（に相当する地域）の人口の推移 \| 1970年（昭和45年） \| 47,582人 \| \| \| 1975年（昭和50年） \| 46,533人 \| \| \| 1980年（昭和55年） \| 47,490人 \| \| \| 1985年（昭和60年） \| 48,332人 \| \| \| 1990年（平成2年） \| 48,465人 \| \| \| 1995年（平成7年） \| 48,828人 \| \| \| 2000年（平成12年） \| 48,456人 \| \| \| 2005年（平成17年） \| 47,043人 \| \| \| 2010年（平成22年） \| 45,560人 \| \| \| 2015年（平成27年） \| 43,415人 \| \| \| 2020年（令和2年） \| 40,696人 \| \| |                                          |  |
| 総務省統計局 国勢調査より |                                          |  |
| 1970年（昭和45年） | 47,582人                                 |  |
| 1975年（昭和50年） | 46,533人                                 |  |
| 1980年（昭和55年） | 47,490人                                 |  |
| 1985年（昭和60年） | 48,332人                                 |  |
| 1990年（平成2年） | 48,465人                                 |  |
| 1995年（平成7年） | 48,828人                                 |  |
| 2000年（平成12年） | 48,456人                                 |  |
| 2005年（平成17年） | 47,043人                                 |  |
| 2010年（平成22年） | 45,560人                                 |  |
| 2015年（平成27年） | 43,415人                                 |  |
| 2020年（令和2年） | 40,696人                                 |  |

## 交通

### 公共交通機関

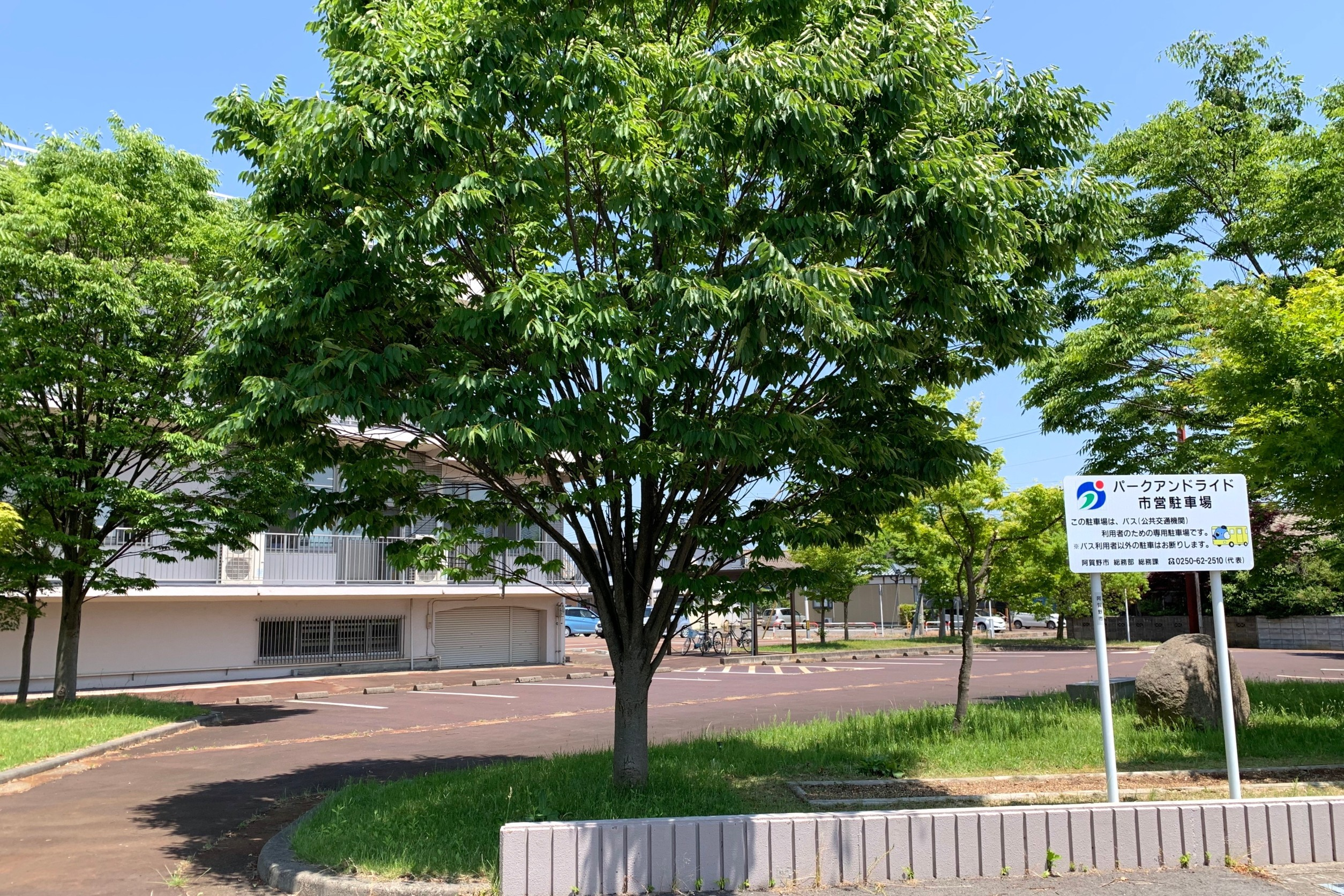
市役所京ヶ瀬支所前の無料パークアンドライド駐車場。国道49号に面しており、同国道を走るバス等を利用できる（2020年
6月）

公共交通利用者向けの無料パークアンドライド駐車場が市内各地（水原駅、水原公民館、京ヶ瀬駅、京ヶ瀬支所、安田インター前）に整備されていることが特筆される。

#### 鉄道
東日本旅客鉄道（JR東日本）羽越本線が通行し、市内に3駅がある。新潟駅まで直通する列車はなく、亀田・横越線の路線バスと比べて本数も非常に少ない。
- 羽越本線 :京ケ瀬駅 - 水原駅 - 神山駅

- 中心となる駅：水原駅

#### 路線バス

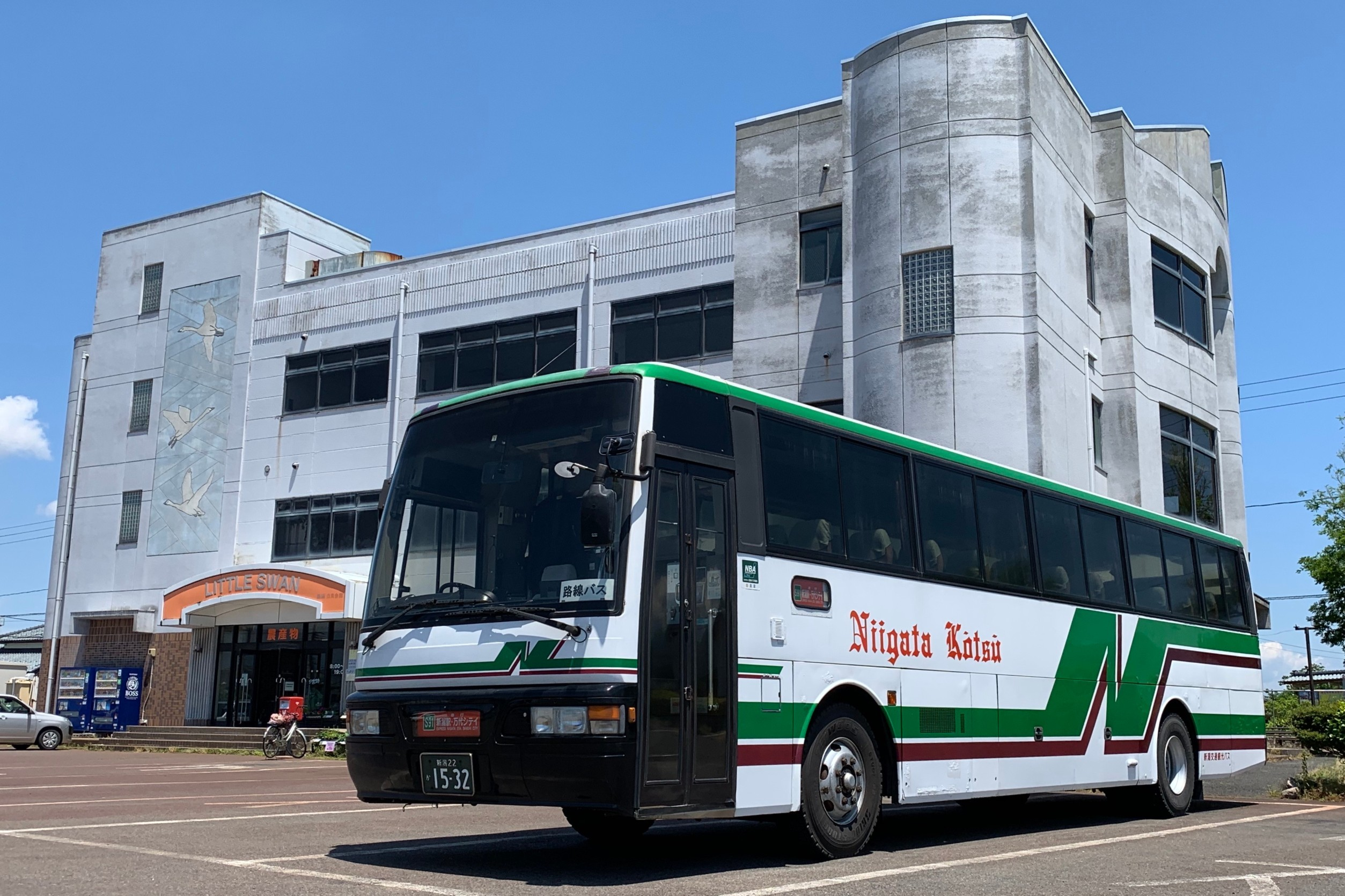
新潟市中心部へ直通する「S9 亀田・横越線」の急行用車両（2020年5月、瓢湖前）

路線バスは、新潟交通グループの新潟交通観光バスが運行する「S9 亀田・横越線」が基幹路線となっており、新潟中心部と京ヶ瀬・水原地区を結んでいる。このほか、本数は少ないながらも安田地区や京ヶ瀬地区において同グループ京ヶ瀬営業所の路線が存在する。

#### コミュニティバス

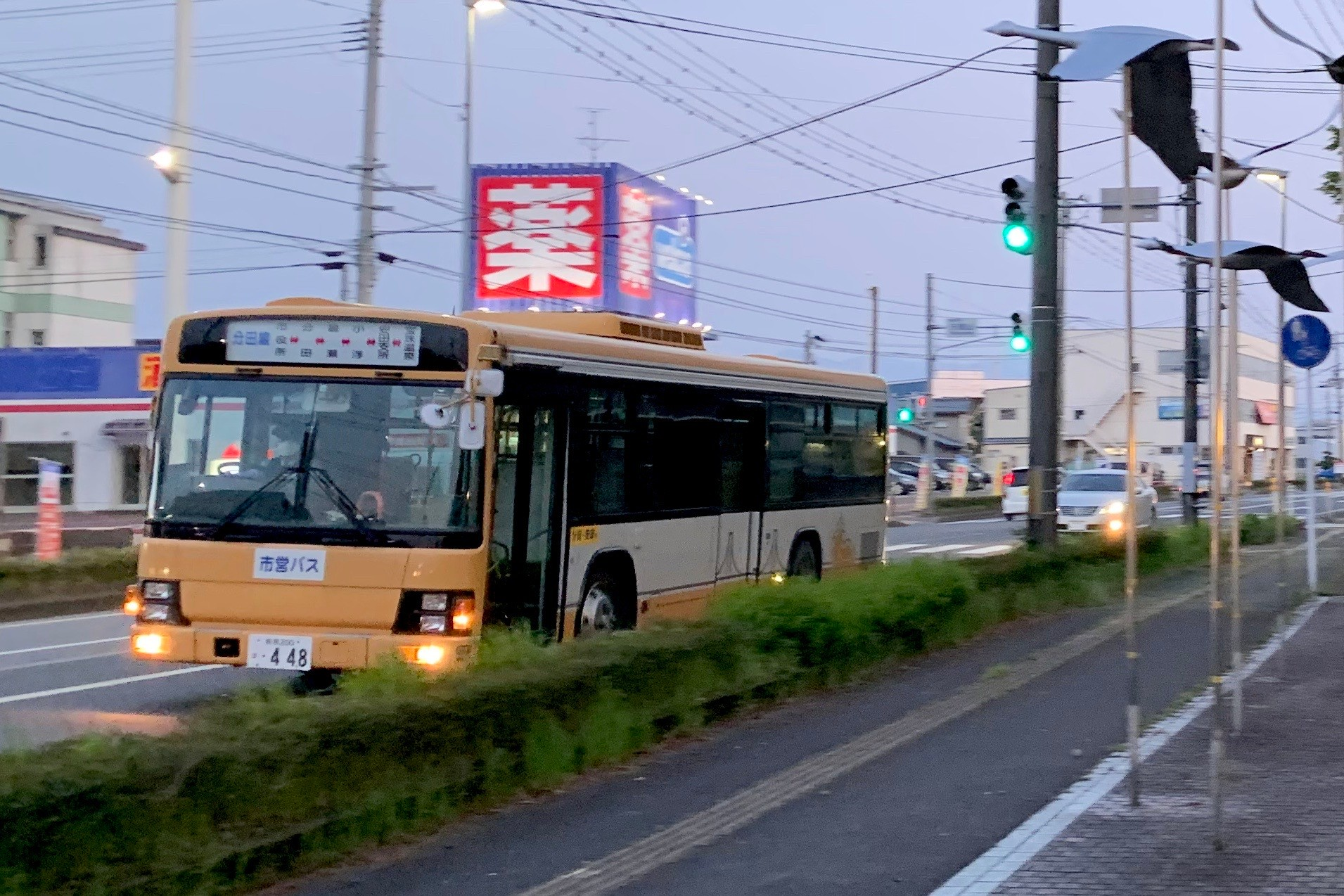
市営バス「分田線」の車両（2020年4月）

市では市域をほぼ網羅する「阿賀野市営バス」を運行している。五頭温泉郷への観光アクセスを担う五頭温泉郷線を除き、平日のみの運行となる。大型バスや小型バス、マイクロバスなど多彩な車両で運行されており、各車両には愛称が付けられている。
旧町村で運行されていた福祉バス等の路線を見直す形で2004年、市発足と同時に運行を開始。路線や運行経路の変更を重ねながら運行が続けられており、2015年のデータでは、10以上ある路線のなかでも分田線、五頭温泉郷線の利用が多い。2017年12月からは、一部路線で予約制（デマンドバス）の実証実験が行われている。

#### 高速バス
磐越自動車道の「安田インター前」停留所から、県内路線の「ときライナー Ｇ 五泉村松線」（新潟 - 安田・五泉・村松）、県外路線の「会津若松線」（新潟 - 会津若松）を利用できる（ただし会津若松線は新潟方面への利用はできない）。同インターにはパークアンドライド駐車場が整備されている。

### 道路

#### 高速道路
高速道路のインターチェンジは、磐越自動車道の安田インターチェンジ1箇所。
新潟市秋葉区にある新津ICが阿賀野市街（水原）の最寄りとなる場合もある。

#### 一般国道

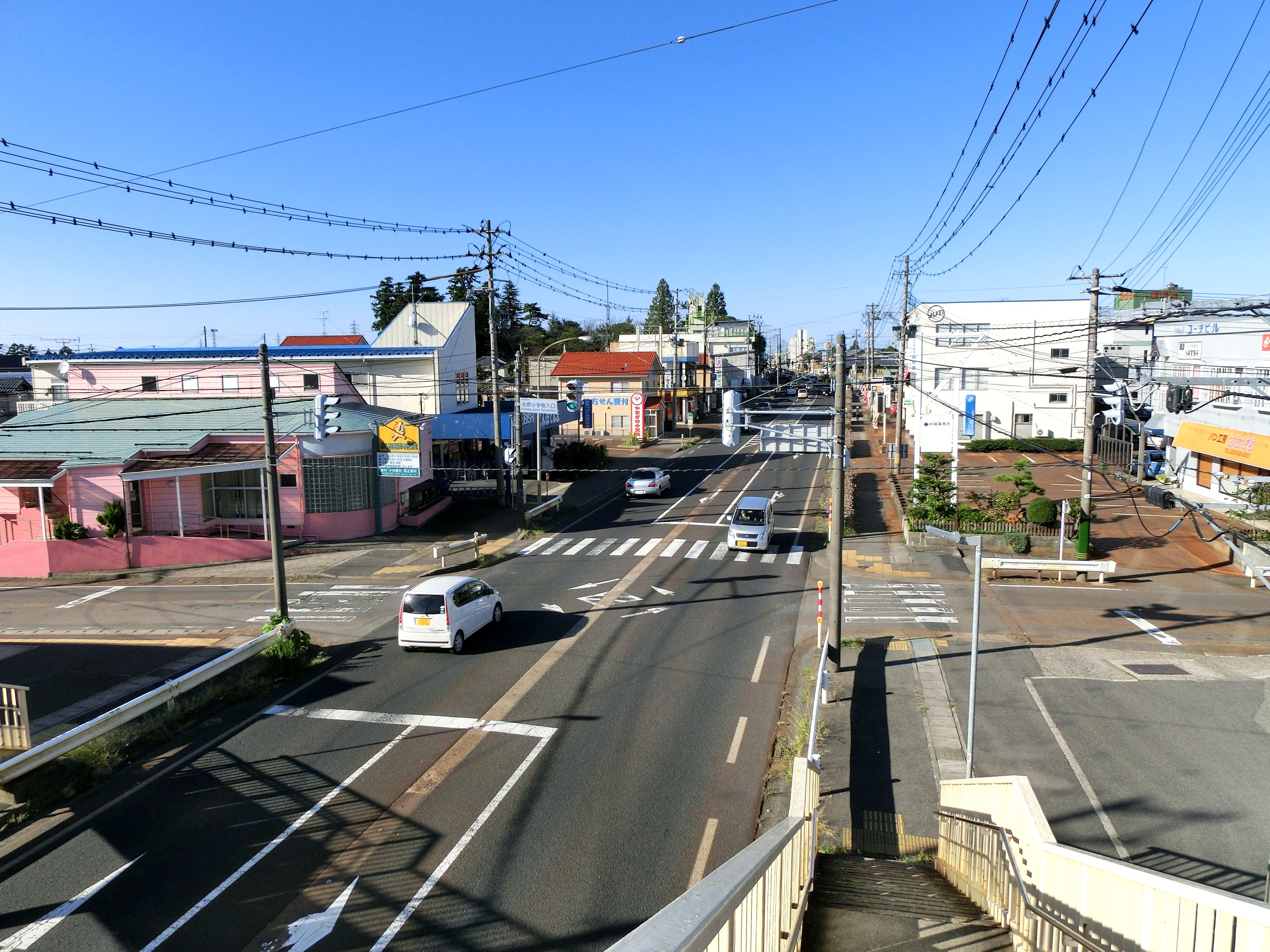
国道49号付近の阿賀野市水原地区

- 国道49号（安田バイパス・水原バイパス・横雲バイパス）
- 国道290号
- 国道459号
- 国道460号

#### 県道
- 新潟県道15号新潟長浦水原線
- 新潟県道27号新潟安田線
- 新潟県道41号白根安田線
- 新潟県道55号新潟五泉間瀬線
- 新潟県道188号五泉安田線
- 新潟県道271号水原出湯線
- 新潟県道303号水原停車場線
- 新潟県道312号豊浦笹岡線
- 新潟県道470号大室水原線
- 新潟県道536号五頭公園大室線
- 新潟県道586号水原亀田線
- 新潟県道590号安田寺社線

#### 道の駅
- 道の駅あがの

## 名所・旧跡・観光スポット

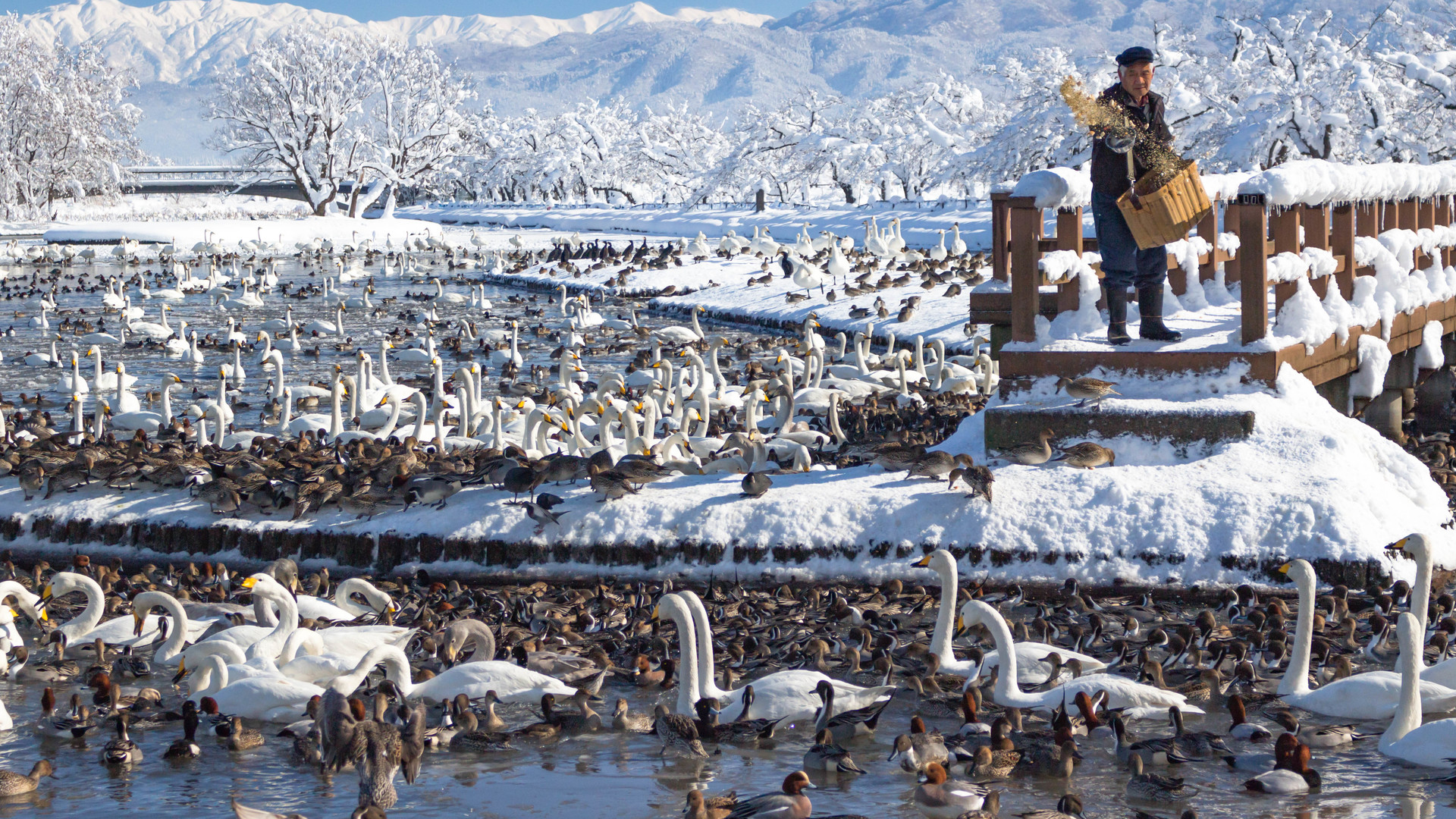
冬の瓢湖

### 水原地区
- 瓢湖（ラムサール条約・白鳥渡来地）
- 水原代官所・ふるさと農業歴史資料館
- 天朝山公園(越後府跡地)
- 無為信寺

### 安田・京ヶ瀬地区
- 安田城 (越後国蒲原郡)：県指定史跡
- 吉田東伍記念博物館
- やすだ瓦ロード、瓦テラス[27]
- ヤスダヨーグルト：工場敷地内に「Y&Yガーデン」が設けられている。
- サントピアワールド：遊園地。「安田フラワーガーデン」を併設。
- 越後七不思議 梅護寺の八房の梅 /  梅護寺の珠数掛桜 / 孝順寺の三度栗

### 五頭山麓（笹神地区）
- 出湯温泉
- 村杉温泉
- 今板温泉

（以上の三つの温泉をまとめて五頭温泉郷と呼ばれる。ラジウム温泉として知られている。）
- 五頭山：登山を楽しめるほか、麓はいこいの森やキャンプ場として整備されている。
- 旦飯野神社
- 五十嵐邸ガーデン
- 岩瀬の清水

丘陵地帯には「真光寺ヴィレッジ」などの別荘地やゴルフ場が存在し、かつては新潟ロシア村も営業されていた。

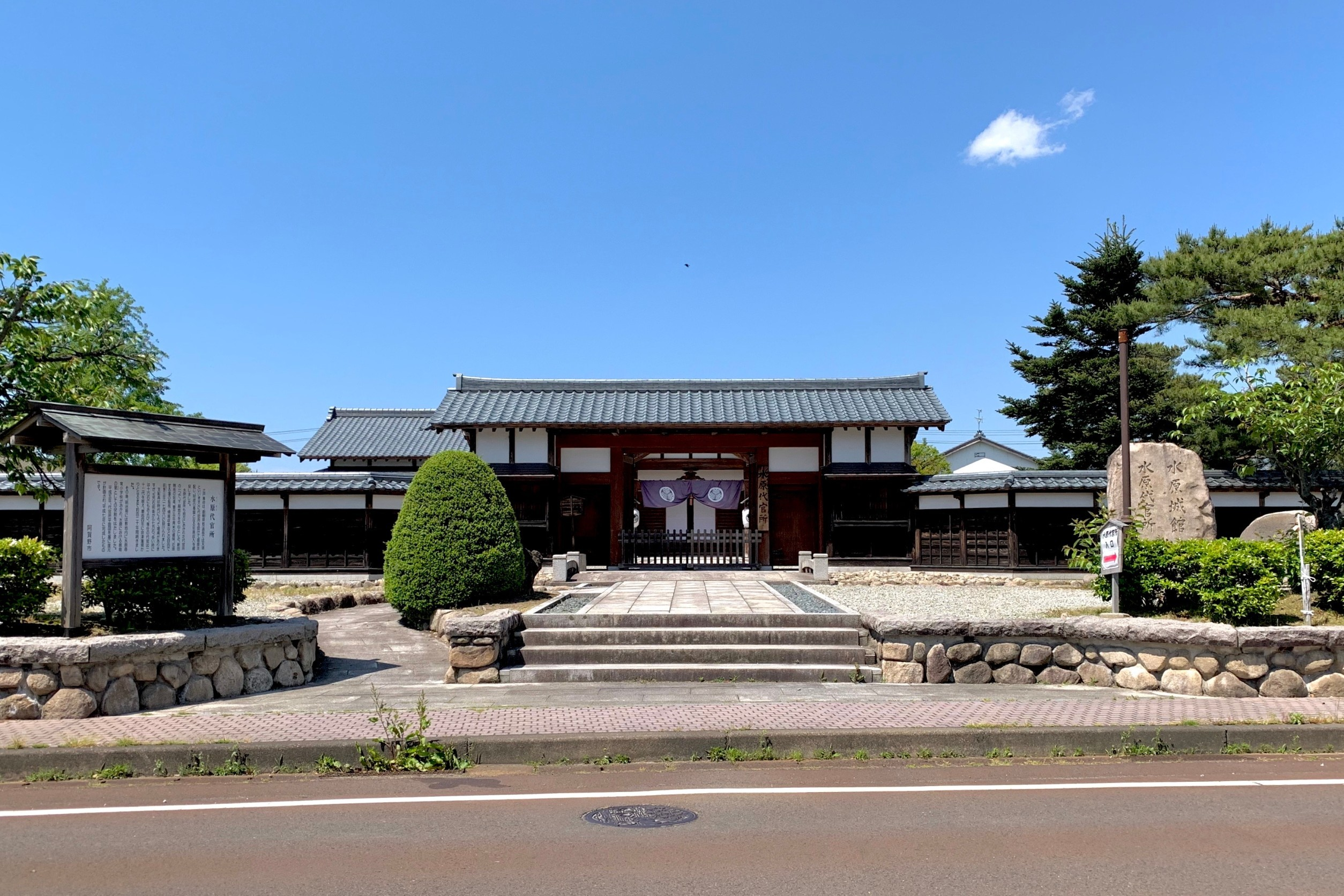
水原代官所
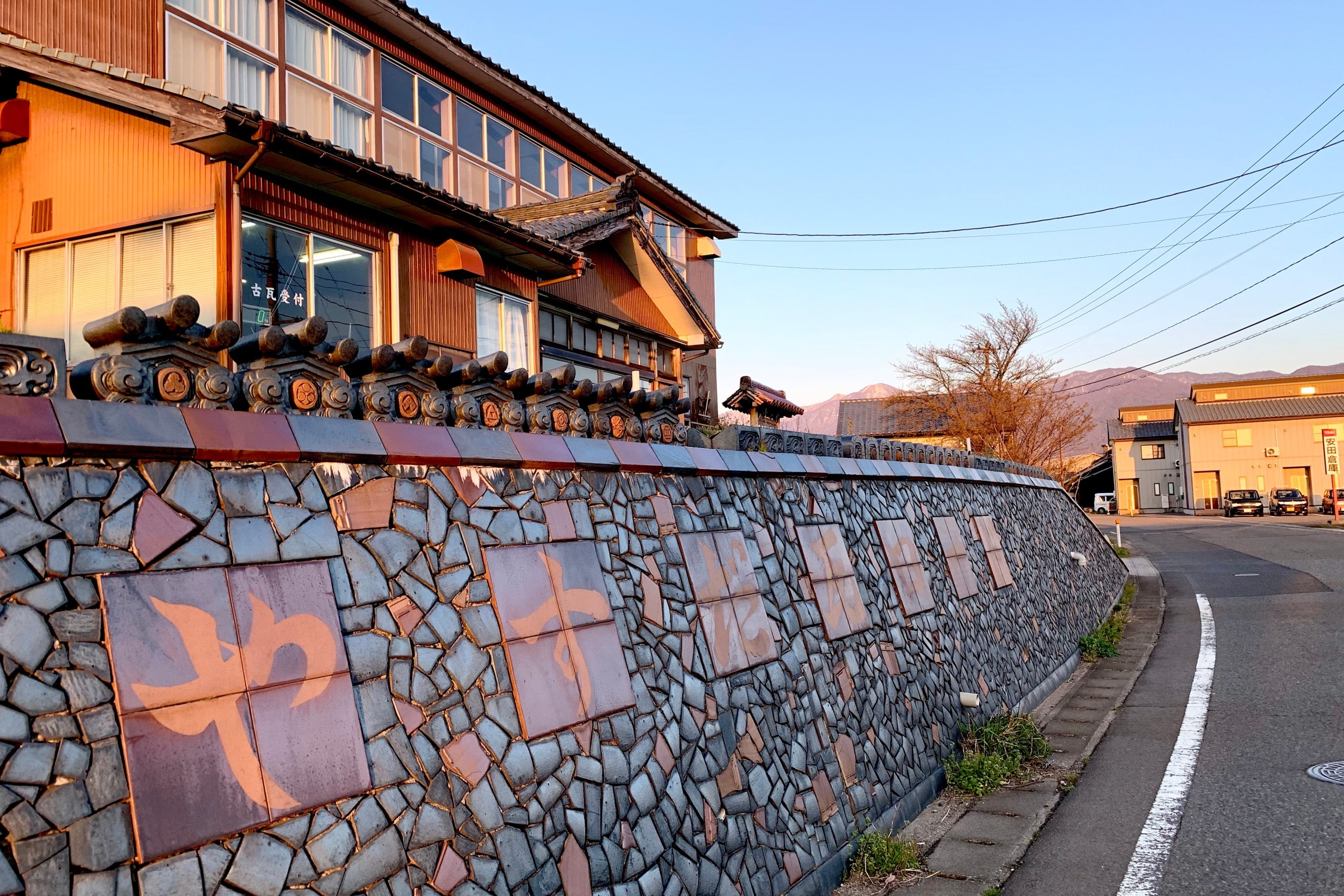
やすだ瓦ロード
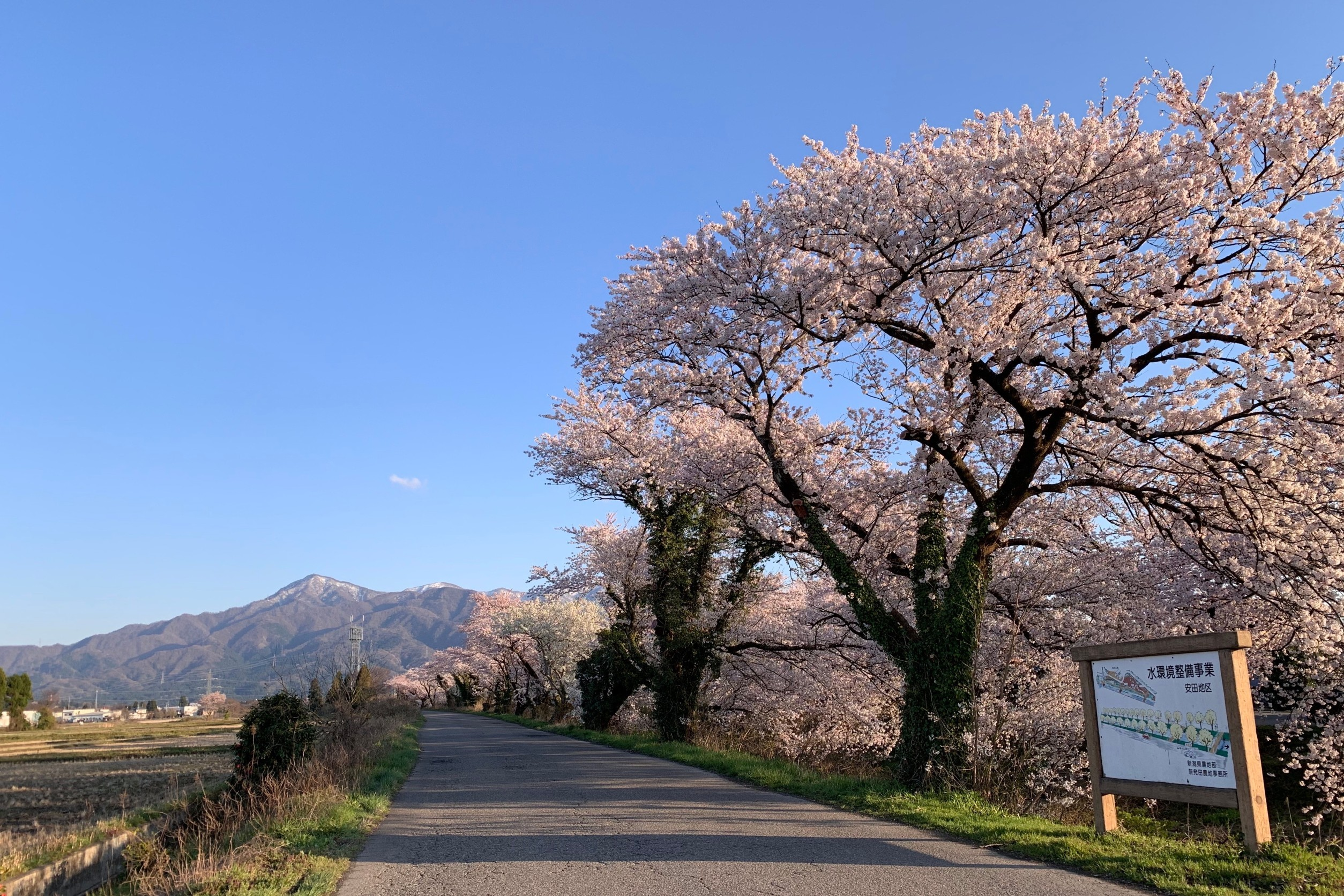
新江（しんえ）用水路の桜並木

## 施設

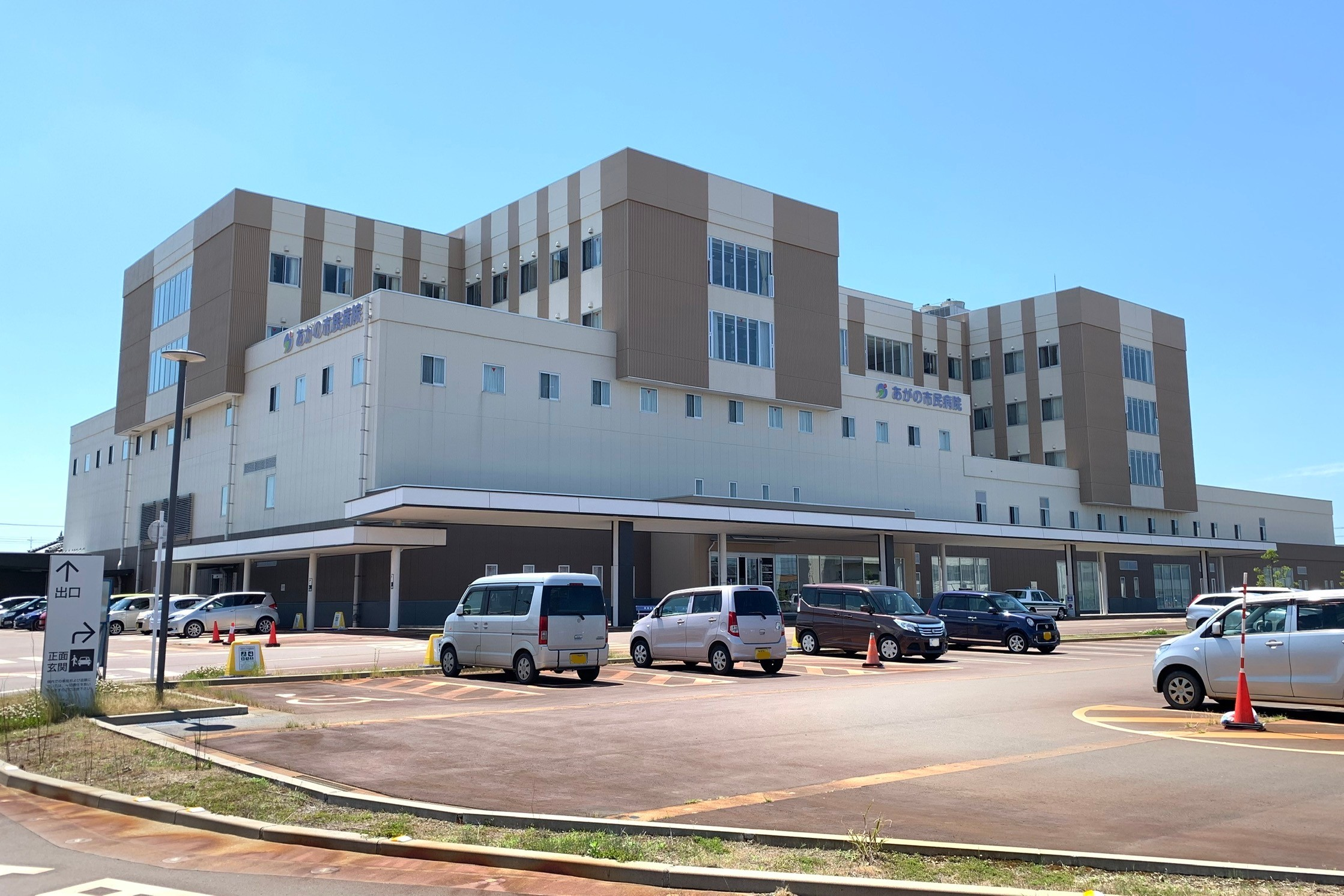
あがの市民病院

- 陸上自衛隊大日原演習場

## 公営競技
- ミニボートピア阿賀野（競艇場外車券売場。競輪場外舟券売場の「サテライト阿賀野」を併設していたが、2016年7月1日をもって発売終了となった。）

## 文化
郷土玩具の三角達磨が生産されている。

## 食べ物
- ヤスダヨーグルト
- しんぼこんにゃく

## 出身有名人

### 政治・経済
- 安孫子石太郎 - 荒物小間物商並びに蝋燭製造、水原町長
- 安孫子久太郎 - 日米新聞社長
- 石塚三郎 - 衆議院議員、歯学者、堤義明（コクド元会長）の生母・石塚恒子の父
- 市島謙吉 - 衆議院議員、東京専門学校（早稲田大学の前身）創設に参画
- 宇尾野潔 - 農業、資産家
- 宇尾野藤八 - 大地主、篤農家、第四銀行専務取締役、新潟貯蓄銀行監査役、新潟県多額納税者
- 斎藤英四郎 - 経団連元会長
- 立川孟美 - 立川ブラインド工業創始者（旧安田町名誉町民）
- 野田三郎 - 農業、地主、新潟県多額納税者

### 学術
- 中村隆治 - 精神医学者
- 原久一郎 - ロシア文学者
- 吉田東伍 - 地理学者

### 芸能
- 清野幹 - ローカルタレント・ラジオパーソナリティ・リポーター
- 関口和之 - ミュージシャン（サザンオールスターズ）
- 酒井杏 - シンガーソングライター
- 藤野浩一 - 作・編曲家
- 華乃美幸 - 演歌歌手
- 渡邊渚 - タレント、元フジテレビアナウンサー、旧・水原町出身[28]

### 文化
- 池田孤邨 - 江戸琳派の絵師
- 花見沢Q太郎 - 漫画家
- 山口和 - 和算家

### スポーツ
- 野瀬清喜 - 元柔道選手
- 清野智秋 - サッカー選手
- 山田美幸 - パラ競泳選手。2020年東京パラリンピック銀メダリスト。

## 阿賀野市を舞台とした作品
- 越後水原 - 水森かおりの楽曲